# Uvsjön, Västmanland
Uvsjön är en sjö i Surahammars kommun i Västmanland och ingår i Norrströms huvudavrinningsområde. Sjön är 4,2 meter djup, har en yta på 0,03 kvadratkilometer och befinner sig 110 meter över havet.